# Roger Knapman
Roger Maurice Knapman (Crediton, 20 febbraio 1944) è un politico britannico deputato conservatore prima di diventare leader del Partito per l'Indipendenza del Regno Unito (UKIP).

## Biografia
Figlio di Harry Arthur Blackmore Knapman, un contadino, e Joan Margot, nata Densham. Knapman ha studiato al Royal Agricultural College e lavora come esperto di proprietà in Inghilterra. È sposato con Carolyn Knapman e ha due figli.

## Carriera politica
Dall'11 giugno 1987 al 1º maggio 1997, Knapman è stato deputato del Partito Conservatore alla Camera dei comuni. Dal luglio 1995 al luglio 1996 è stato vice Whip dei Tories. Da luglio 1996 a maggio 1997 Lord Commissioner (HP Treasury) e assistente del Primo lord del tesoro. Dal 5 ottobre 2002 al 27 settembre 2006, succedette a Jeffrey Titford come leader del Partito per l'Indipendenza del Regno Unito. Nel 2006 viene succeduto come leader del partito da Nigel Farage. Dal 10 giugno 2004 al 4 giugno 2009, Knapman è stato membro del Parlamento europeo.